# 拉古纳特·穆尔穆
班智達拉古纳特·穆尔穆（羅馬化：Raghunath Murmu，1905年5月5日—1982年2月1日），印度人，是桑塔利语的奥尔奇基文发明者。

## 早年生活
穆尔穆于1905年5月5日出生在默尤尔彭杰县的丹德布斯（转写：Ḍãṛbus，羅馬化：Dandbus）村。他的父亲南德拉尔·穆尔穆（Nandlal Murmu）担任村长，他父亲的兄弟蒙西·穆尔穆（Munsi Murmu）在统治者摩诃罗阇斯里拉姆·钱德拉·班吉·德奥的宫廷里工作。

## 文字研究
穆尔穆于1925年发明了奥尔奇基文，并于1939年在默尤尔彭杰土邦首次公开。这种文字书写方向为 由左至右，並由上至下，共有30个字母。他用这种文字编写了歌曲、戏剧以及教科书。

## 荣誉
穆尔穆于1982年2月1日逝世。他被追授（Guru Gomke，伟大的导师）称号。
穆尔穆的生日是5月5日，2016年，奥里萨邦首席部长宣布将这一天定为“选择性假日” ，并指示州内的文化部门每年庆祝这一天，以纪念他发明的Ol Chiki文字。